# Џорџ Алкок
Џорџ Ерик Дикон Алкок (енгл. George Eric Deacon Alcock; Питерборо, 28. август 1912 — 15. децембар 2000) је био енглески астроном из Питербороа, Кембриџшир. Био је један од најуспешнијих визуелних проналазача нових и комета.
Првобитно, његово занимање за астрономију се заснивало на посматрању метеора и метеорских киша, али је 1953. године почео да трага за кометама, а 1955. за новама. Његова техника се огледала у памћењу шаблона хиљада звезда да би визуелно могао да препозна било ког уљеза.
Године 1959. је открио комету C/1959 Q1 (названу по њему Алкок), прву комету откривену у Великој Британији од 1894. године, а само пет дана касније је открио још једну комету, C/1959 Q2. Открио је још две комете 1963. и 1965. године. Касније је открио и своју прву нову, Нову Делфини 1967. године, за коју се испоставило да има необично благу кривину. Открио је још две нове, LV Vul (1968) и V368 Sct (1970). открио је своју пету и последњу комету 1983. године: C/1983 H1. Године 1991. је открио нову V838 Her.
Додељен му је орден Британске империје, а астероид 3174 Алкок је назван по њему.
Такође се и активно интересовао за метеорологију.
Његова открића су била прилично невероватна, па и са открићем модерних технологија, фонометрије, као и аутоматизованих и компјутеризованих програма за претрагу који чине да визуелне технике откривања делују чудно и застарело, није вероватно да ће се таква открића опет поновити.
Алкок је освојио Џенсон-Гвит медаљу Краљевског астрономског друштва 1963. године и Награду за аматерско достигнуће Астрономског друштва Пацифика 1981. године
Након његове смрти, у Катедрали у Питербороу је постављена плакета у његову част.